# Lac Hébert (rivière Hébert)
Pour les articles homonymes, voir Hébert.
Le lac Hébert est un plan d'eau douce de la partie Sud-Est du territoire de Eeyou Istchee Baie-James (municipalité), en Jamésie, dans la région administrative du Nord-du-Québec, dans la province de Québec, au Canada.
Le « lac Hébert » chevauche les cantons de Machault, de Royal, de Belmont et de L’Espinay, sur le territoire du gouvernement régional d'Eeyou Istchee Baie-James (municipalité), au sud-ouest de Chapais (Québec).
La foresterie constitue la principale activité économique du secteur. Les activités récréotouristiques arrivent en second, notamment grâce à divers plan d’eau navigable situés dans le secteur.
Le bassin versant du « lac Hébert » est accessible grâce à la route forestière R1009 (sens Nord-Sud) desservant la partie Ouest du lac et la route R1053 (sens Est-Ouest) desservant la partie Est du Lac.
La surface du lac Hébert est généralement gelée du début de novembre à la mi-mai, toutefois la circulation sécuritaire sur la glace se fait généralement de la mi-novembre à la mi-avril.

## Géographie
Le lac Hébert s’approvisionne surtout par la rivière Hébert lequel prend sa source à l’embouchure d’un lac non identifié (altitude : 395 m). À partir de ce dernier lac, le cours de la rivière Hébert traverse le Petit lac Hébert (altitude : 389 m), avant de se déverse sur la rive Ouest du lac Hébert. Ce dernier comporte une longueur de 17,6 km, une largeur maximale de 3,7 km et une altitude de 389 m.
Le lac Hébert qui est formé en longueur est enclavé entre les versants de la rivière Saint-Cyr (rivière Opawica) (côté Ouest) et de la rivière de l'Aigle (lac Doda) (côté Est).
Le lac Hébert comporte de :
- une cinquantaine d’îles dont une île principale de 1,7 km de long au centre du lac, soit à la limite des quatre cantons ;
- une presqu'île rattachée à la rive Ouest et s’étirant sur 2,0 km vers le Nord-Est, soit vers le centre du lac ;
- quelques baies dont l’une à son embouchure située au Nord-Est du lac.

Cette embouchure du lac Hébert est localisée à :
- 9,2 km au Sud de l’embouchure de la rivière Hébert ;
- 20,0 km au Sud de l’embouchure du lac Doda (qui est traversé par la rivière Opawica) ;
- 69,7 km au Sud-Est de l’embouchure de la rivière Opawica (confluence avec la rivière Chibougamau) ;
- 334 km au Sud-Est de l’embouchure de la rivière Nottaway ;
- 64,0 km au Nord-Ouest d’une baie du réservoir Gouin ;
- 95,5 km au Sud-Ouest du centre-ville de Chibougamau ;
- 64,0 km au Sud du centre du village de Chapais (Québec)[1].

À partir de son embouchure, le courant coule directement vers le Nord jusqu’à la confluence de le lac Doda lequel est traversé vers l’Ouest par la rivière Opawica. Cette dernière conflue avec la rivière Chibougamau ; de là, le courant descend la rivière Waswanipi, un affluent du lac Matagami. Puis le courant continue à descendre par la rivière Nottaway, jusqu’à la partie Sud-Est de la Baie-James.
Les principaux bassins versants voisins du « lac Hébert » sont :
- côté nord : rivière Hébert, lac Doda, rivière Opawica, lac Father (lac Doda), lac des Vents (rivière Opawica) ;
- côté est : rivière de l'Aigle (lac Doda), lac Surprise (rivière Roy), rivière de l'Aigle (lac Doda) ;
- côté sud : rivière de l'Aigle (lac Doda), rivière Yvonne, lac Lacroix ;
- côté ouest : lac Rouge, lac Father (lac Doda), lac Pusticamica, lac Waswanipi, rivière Wetetnagami.

## Toponymie
Le terme « Hébert » constitue un patronyme de famille d’origine française.
Le toponyme « lac Hébert » a été officialisé le 5 décembre 1968 par la Commission de toponymie du Québec, soit lors de sa création